# クリスティーナ・シュラビーナ
クリスティーナ・シュラビーナ（英語: Kristina Shlobina、ロシア語: Иван Благов、1989年10月31日 - ）は、ロシア、モスクワ出身、アゼルバイジャンのフィギュアスケート選手（女子シングル）。2007年欧州選手権アゼルバイジャン代表。

## 主な戦績
| 大会/年            | 2006-07 |
| ------------------ | ------- |
| 欧州選手権         | 38      |
| 世界ジュニア選手権 | 47      |

### 詳細
| 2006-2007 シーズン     |                                                                  |          |    |      |
| 開催日                 | 大会名                                                           | SP       | FS | 結果 |
| 2007年2月26日 - 3月4日 | 2007年世界ジュニアフィギュアスケート選手権（オーベルストドルフ） | 47 29.44 | -  | 47   |
| 2007年1月22日 - 28日   | 2007年ヨーロッパフィギュアスケート選手権（ワルシャワ）           | 38 23.97 | -  | 38   |